# IC 3453
IC 3453 је галаксија у сазвјежђу Береникина коса која се налази на листи објеката дубоког неба у Индекс каталогу.
Деклинација објекта је + 14° 51' 34" а ректасцензија 12h 31m 37,8s. Привидна величина (магнитуда) објекта IC 3453 износи 14,8 а фотографска магнитуда 15,4. Налази се на удаљености од 16,8 милиона парсека од Сунца. IC 3453 је још познат и под ознакама UGC 7666, MCG 3-32-57, MK 1328, KUG 1229+151, CGCG 99-74, VCC 1374, PGC 41466.